# North Grosvenor Dale (Connecticut)
North Grosvenor es un lugar designado por el censo ubicado en el condado de Windham en el estado estadounidense de Connecticut. En el año 2000 tenía una población de 1,424 habitantes y una densidad poblacional de 244 personas por km².

## Geografía
North Grosvenor se encuentra ubicado en las coordenadas 41°59′9″N 71°53′53″O / 41.98583, -71.89806.

## Demografía
Según la Oficina del Censo en 2000 los ingresos medios por hogar en la localidad eran de $38,850 y los ingresos medios por familia eran $38,214. Los hombres tenían unos ingresos medios de $33,906 frente a los $25,372 para las mujeres. La renta per cápita para la localidad era de $16,409. Alrededor del 10.9% de la población estaban por debajo del umbral de pobreza.